# Insecticide

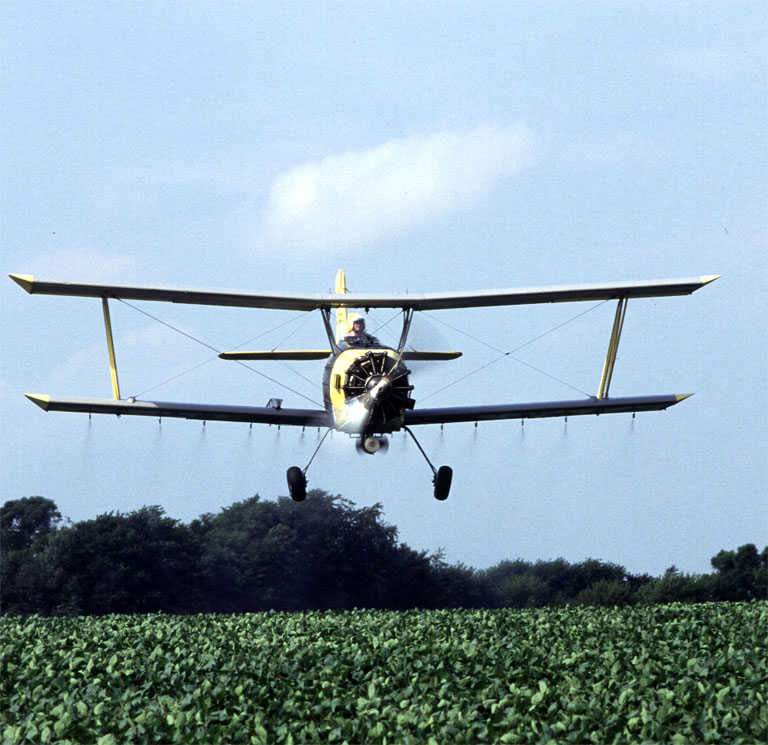
Het verspreiden van insecticiden door middel van een vliegtuig.

Een insecticide is een chemisch bestrijdingsmiddel, een insectendodend middel. Insecticiden worden vooral ingezet
- in huis, tegen muggen en vliegen, mieren, kakkerlakken en ander ongedierte.
- in de land- en tuinbouw tegen plaaginsecten die schade aan de oogst kunnen aanbrengen.

Een nadeel van insecticiden is dat ze vrijwel altijd zeer aselectief zijn: niet alleen het gewenste schadelijke insect wordt gedood, maar ook alle andere die ermee in contact komen. Ook zijn veel insecticiden potentieel gevaarlijk voor andere dieren dan insecten en voor de mens.
In Nederland is de toelating van insecticiden gereguleerd door het College voor toelating van Gewasbeschermingsmiddelen en Biociden.

## Persisterende insecticiden
Naast hun directe toxiciteit kan een aantal insecticiden (zoals DDT) ook cumuleren in het vetweefsel van roofdieren en de mens waar het tientallen jaren in aanwezig blijft. Ook in de natuur worden deze stoffen nauwelijks afgebroken (persistentie), zodat de stoffen van deze categorie inmiddels in de meeste landen verboden zijn.
Alternatieve bestrijdingsmethoden zijn onder andere biologische bestrijdingsmethoden.

## Lijst van insecticiden

### Organische fosforverbindingen
Deze groep is redelijk goed afbreekbaar. Het zijn neurotoxinen die werken als een acetylcholinesteraseremmer. Hierdoor wordt de impulsoverdracht tussen zenuwen en spieren geblokkeerd. Zowel warmbloedige dieren als insecten hebben hier last van. Dat is ook het nadeel van deze groep. Ze zijn breedwerkend, doden ook natuurlijke vijanden en zijn giftig voor mens en huisdier. Voorbeelden van organische fosforisecticiden zijn:
- Acefaat
- Dimethoaat
- Dichloorvos
- Fosmet
- Malathion
- Parathion

### Neonicotinoïden
Deze groep bevat stoffen die verwant zijn aan het alkaloïde nicotine. Het zijn moderne insecticiden die voor insecten veel schadelijker zijn dan voor zoogdieren. Ze blijven lang achter in het milieu en worden in verband gebracht met de bijensterfte. Tot deze groep behoren onder andere:
- Clothianidine
- Thiamethoxam
- Thiacloprid
- Imidacloprid
- Acetamiprid

### Organochloorverbindingen
Deze groep was berucht vanwege haar trage afbreekbaarheid en brede werking. In de jaren zestig leidde dit tot massale sterfte van roofvogels. Inmiddels zijn de meeste middelen verboden.
- Chlordaan
- Lindaan
- DDT
- Dieldrin
- Aldrin
- Endosulfan

### Pyrethroïden
Pyrethrum wordt gemaakt van uit de bloemhoofdjes van de pyrethrumplant (een chrysanthemum, bijvoorbeeld Chrysanthemum coccineum). Deze stof doodt met name koudbloedige dieren, is nauwelijks giftig voor warmbloedigen en wordt heel snel afgebroken. De kunstmatige pyrethroïden zijn wat stabieler en worden tegenwoordig veel gebruikt. Tot de pyrethroïden behoren onder meer:
- Allethrine
- Cypermetrine
- Deltamethrin
- Permethrin

### Middelen op basis van biologische werking
- Bactospeïne, een giftige stof die rupsen doodt en gemaakt door de bacterie Bacillus thuringiensis

### Overige middelen
- Carbaryl, een reversibele remmer van het enzym acetylcholinesterase
- Indoxacarb, met name een oxadiazine, met o.a. productnamen als Avaunt, Steward, DPX-MP062 en Inter Indoxacarb
- Nicotine, vrij giftig, maar weinig praktische toepassing
- Insegar, een kunstmatige stof die vervelling van rupsen tegengaat
- Zeep op kaliumbasis, tegen bladluis, witte vlieg en spint. Werkt alleen indien de insecten in contact komen met de zeepoplossing en is na opdrogen niet meer effectief of giftig.